# Хостје
Хостје (слч. Hostie) насељено је мјесто са административним статусом сеоске општине (слч. obec) у округу Злате Моравце, у Њитранском крају, Словачка Република.

## Становништво
| Година:    | 1994. | 2004.   | 2014.   | 2024.   |
| ---------- | ----- | ------- | ------- | ------- |
| Број људи: | 1217  | 1222    | 1214    | 1186    |
| Разлика:   |       | +0,41 % | -0,65 % | -2,30 % |

| Година:    | 2023. | 2024.   |
| ---------- | ----- | ------- |
| Број људи: | 1192  | 1186    |
| Разлика:   |       | -0,50 % |

Према подацима о броју становника из 2011. године насеље је имало 1.186 становника.